# Mamit (stad)
Mamit is een census town in het district Mamit van de Indiase staat Mizoram. 

## Demografie
Volgens de Indiase volkstelling van 2001 wonen er 5261 mensen in Mamit, waarvan 54% mannelijk en 46% vrouwelijk is. De plaats heeft een alfabetiseringsgraad van 82%. 